# Fujiwara no Morozane
Fujiwara no Morozane va ser un noble de la cort i poeta de mitjans a finals del període Heian (període Insei). Era el sisè fill de Fujiwara no Yorimichi, el regent del clan Fujiwara del Nord. Els seus rangs oficials eren Júnior de Primer Grau, Regent, Canceller i Gran Ministre d'Estat.

## Biografia
Dels fills de Yorimichi, tots els nois nascuts de Tishiko havien estat adoptats en altres famílies per consideració a la seva dona, la princesa Takahime, i al seu fill gran, Michifusa (la mare de la qual era filla de Minamoto no Norisada, però, Michifusa va morir sobtadament poc després que el naixement de Michizane fos el fill petit de Michizane, i va ser el seu fill més jove).
Quan Michizane va fer que la seva filla adoptiva, Kenshi (la fila de Minamot no Akifusa), ingressés a la cort imperial com a consort amb l'emperador Shirakawa, Kenshi es va guanyar el favor de l'emperador i va ser nomenada emperadriu vídua després de donar a llum al seu fill gran, el príncep Atsufumi (el príncep Atsufumi va morir jove, però més tard va donar a llum el príncep Yokawa'i). La política de l'harem va ser un èxit. Més tard, encara que el seu oncle i regent, Norimichi, encara vivia, Norimichi i el seu fill, Nobunaga, el seu cosí, van entrar en conflicte per la posició de regent i cap del clan Fujiwara. {nota n. 2} A més, hi havia un seguiment per part de Jotomon'in Shoshi i d' altres, per la qual cosa Norimichi i Nobunaga no van poder eliminar completament Michizane, i en canvi Norimichi va haver de donar senyals de complir el testament, com per exemple cedint el càrrec de ministre d'Esquerra a Michizane. Per tal de debilitar el poder de Yorimichi i la família Moroji, va aprovar pràcticament la implementació de l'Ordre de reorganització Enkyu Shoen promulgada per l'emperador Gosanjo, tot i que estava disposat a patir danys ell mateix.
Quan en Norimichi va morir sense poder fer que Nobunaga el succeís com a regent, el domini de Michizane es va confirmar. Michizane era el regent i el ministre esquerrà, amb un rang superior a Nobunaga, que era el ministre de l'interior. A més, en cooperació amb l'emperador Shirakawa, que volia que la successió es transmetés al príncep Yoshihito, nascut per ell mateix i Masashi, en lloc del seu germà petit Miyatatsu (el príncep imperial Sanehito, el príncep Sukehito i un descendent del clan Sanjo Genji que van ser tractats malament pel clan Sekkanke, que va tenir una petita connexió amb el clan Fujiwara). Inspector de Nairobi i cap del clan Fujiwara després de la mort de Norimichi. També hi va haver forces contraries a aquest sistema, que va provocar l'estancament i el conflicte en el govern de la cort per la negativa de Nobunaga a servir durant dos anys, però Nobunaga, que era ministre de l'Interior i s'havia convertit en un símbol dels aristòcrates que s'hi oposaven, va ser nomenat Gran Ministre d'Estat pel mateix Nobunaga, que era el ministre d'Esquerra, tot i que aquest no era un càrrec efectiu, amb un poder real i no superior tema a part. {nota n. 3} Més tard, es va casar amb la filla de Nobunaga (filla adoptiva) amb l'esposa del seu fill Michimichi.
L'emperador Shirakawa també tenia en gran estima Michizane, i fins i tot després que va començar el seu govern de clausura, va fer esforços per tenir en compte els desitjos de Michizane com a regent del nou emperador. De fet, l'emperador Shirakawa fins i tot va deixar la selecció de personal de l'Incho a Michizane, i quan la filla Ikuhomon'in, va morir, Michizane va fer els arranjaments del funeral en nom de l'afligit l'emperador. Durant aquest període, de 1083 a 1087, la guerra de Gosannen va tenir lloc a les províncies de Mutsu i Dewa.
Michizane es va convertir en el primer avi matern d'un emperador des del seu avi Fujiwara no Michinaga, i va aconseguir restaurar el poder del llinatge Mido, que havia estat en un estat de canvi. No obstant això, el regnat de l'emperador Horikawa també va significar l'expansió del poder del clan Murakami Genji, inclòs Minamoto no Akifusa, el veritable pare de Masako. A més, a causa de les successives morts del seu fill gran, Michimichi, i del mateix Michizane, el jove Tadazane no va tenir més remei que succeir-lo. A més, la mort prematura de l'emperador Horikawa va portar a l'enfortiment del govern claustral de l'emperador Shirakawa.
Va destacar en la poesia waka, amb 16 dels seus poemes inclosos en antologies imperials com "Goshui Wakashu" (un poema) i la seva antologia familiar "Kyogoku Kanpakushū". El Concurs de poesia de Takayoin celebrat l'any 1094, immediatament després de la seva dimissió com a regent, va ser un esdeveniment molt gran que encara es coneix com el "Setè Concurs de poesia de Takayoin". També va aprendre el biwa de Minamoto no Suemichi i la flauta de Fujiwara no Munetoshi, i es diu que també va mostrar talent en la música.
El seu diari inclou el "Kyogoku Kanpakuki" (també conegut com "Go-Uji Goki" o "Morizane Koki").

## Carrera oficial
Totes les dates es basen en el calendari lunar.

- 21 d'abril, 1r any de l'era Tenki (1053): Ascendit al palau.
- Tenki 2 (1054)
  - 7 de gener: Ascens a Quart rang juvenil inferior.
  - 23 de febrer: nomenat camarlenc.
  - 22 de setembre: Shoshii inferior.
- Tenki 3 (1055)
  - 23 de febrer: transferit a Capità Mitjà Esquerre de la Guàrdia Imperial.
  - 14 de desembre: Tercer Grau Júnior.
- Tenki 4t any (1056)
  - 3 de febrer: també va assumir el càrrec de Gonshu de la província d'Omi.
  - 22 de febrer: Shosanmi.
  - 29 d'octubre: transferit a Gon Chuunagon, el capità mig esquerre de la Guàrdia roman com abans.
- Tenki 6 (1058)
  - 7 de gener: Segon rang júnior.
  - 25 d'abril: transferti a Gon Dainagon i es va retirar de la seva posició com a Capità Mitjà Esquerra de la Guàrdia Imperial.
- 17 de juliol de 1060 (3r any de l'era Kōhei): Transferit al ministre de l'Interior.
- 22 d'abril de 1062 (5è any de Kohei): També va assumir el càrrec de General de la Guàrdia Imperial Esquerra.
- 5 de gener de 1063 (6è any de Kōhei): Nomenat al segon rang.
- 8è any de Kohei (1065)
  - 3 de juny: transferit a Primer Rang Junior i Ministre de la Dreta. El General d'Esquerra de la Guàrdia segueix sent el mateix que abans.
  - 23 de desembre: es proclama Shirasada.
- 14 de juny de 1068 (Jiryaku 4): També va assumir el càrrec de Kurodo betto (secretari en cap del Departament de Chamberlain).
- 5è any de l'era Jirikyaku (1069)
  - 28 d'abril: nomenat per al càrrec de Tutor Dongguang.
  - 22 d'agost: transferit a ministre d'esquerra. L'administrador en cap d'Hisenda, el general de la Guàrdia d'Esquerra i el tutor del príncep hereu segueixen sent els mateixos que abans.
- 2n any de l'era Joho (1075)
  - 13 d'octubre: proclamat cap del clan Fujiwara.
  - 15 d'octubre: Proclamat Regent. El ministre esquerre i el comandant esquerre de la Guàrdia Imperial segueixen sent els mateixos que abans.
  - El 27 d'octubre va dimitir com a general de la Guàrdia d'Esquerra.
- 19 de gener de 1083 (3r any de l'època Eiho): Renuncià al seu càrrec de ministre d'Esquerra.
- 26 de novembre de 1086 (3r any de l'era Otoku): va ser destituït del seu càrrec de canceller i proclamat regent.
- 14 de desembre de 1088 (2n any de Kanji): nomenat Gran Ministre d'Estat. La regència es manté com abans.
- 25 d'abril de 1089 (3r any de Kanji): Dimiteix del seu càrrec com a primer ministre.
- 10 de desembre de 1090 (4t any de Kanji): va dimitir com a regent i es va convertir en canceller. També va ser proclamat regent associat.
- 5è any de Kanji (1091): primer tribut (dos cavalls de guerra) de Fujiwara no Kiyohira a la família regent.
- 8 de març de 1094: renuncia al seu càrrec de regent. El va succeir el seu fill, Michimichi.
- 3r any de l'era Kōwa (1101)
  - 29 de gener: es va fer monjo. El seu nom budista és Hokaku.
  - 13 de febrer: Defunció. Va morir als 60 anys.

## Genealogia
- Pare: Fujiwara no Yorimichi
- Mare: Fujiwara no Tsuneko - Filla de Fujiwara no Yorinari
- Esposa: Minamoto Reiko: filla adoptiva de Fujiwara Nobuie, en realitat filla de Minamoto Shimodusa
  - Home: Fujiwara no Michimichi (1062-1099)
  - Filla adoptada: Fujiwara no Kenko, en realitat la filla de Minamoto no Akifusa
  - Filla adoptada: Princesa Atsuko [4] - Era filla de l'emperador Gosanjo, però va entrar a la cort de l'emperador Horikawa com a filla adoptiva de Michizane [nota 4].
- Esposa: Filla de Minamoto no Yorikunin
  - Home: Fujiwara Ietada (1062-1136) - Fundador de la família Kazan-in
  - Fill: Kakushin (1065-1121) - Es diu que la seva mare era filla de Minamoto no Noriaki.
  - Home: Seiji (1069-1151)
- Esposa: Filla de Fujiwara no Motosada
  - Home: Fujiwara Tsunezane (1068-1131) - Fundador de la família Oinimikado
  - Home: Fujiwara no Yoshizane (1070-1132)
- Esposa: Fujiwara no Nagamune (?-1128)[6]
  - Home: Fujiwara Tadanori (1076-1141) - Fundador del clan Naniwa
  - Home: Masuchi (?-1135) - Es diu que la seva mare és filla de Taira no Sadataka
- Esposa: pares i filles paral·lels
  - Masculí: Kakujitsu (1052-1092)
- Esposa: Filla de Noriaki Minamoto
  - Home: Ningen (1058-1109) - 40è sacerdot en cap de Tendai
- Esposa: Heidai Oyashiro
  - Masculí: Sumimasa (1069-1096)
  - Masculí: Nagami
- Esposa: Filla de MINAMOTO no Akifusa o Filla de MINAMOTO no Shigenobu
  - Nen: Nisumi (1079-1134)
- Esposa: Filla de Fujiwara Tadatoshi
  - Fill: Jinhan (1093-1174) - Es diu que la seva mare era Minamoto no Reiko o la mateixa que Ninju. Va ser el tercer sacerdot cap del temple Daijo-in al temple Kofuku-ji.
  - Fill: Gyōgen (1097-1155) - Es diu que la seva mare era Minamoto no Reiko, el 48è sacerdot en cap de la secta Tendai.
- Esposa: Filla de Hougen Seien o Houkyo Yorien
  - Masculí: Genkaku (?-1138)
  - Nens amb mares biològiques desconegudes
  - Nen: Fujiwara Tadanaga
  - Femení: dona de Fujiwara Mototaka [7]

## Títols relacionats
novel·la

- "Sansho l'agutzil" de Mori Ogai, convertit en pel·lícula el 1994 pel director Kenji Mizoguchi (protagonitzat per Mitsuda Ken).